# حسناء سیف‌الدین
حسنا سیف الدین (۲۴ اکتبر ۱۹۷۶)، بازیگر اردنی فلسطینی الاصل است که فعلاً ساکن مصر است. اولین حضور او در سال ۲۰۰۷ با بازی در نقش منال، خواهر یوسرا، در سریال Mohazat Harga بود.